# Данзанов, Аюша Бимбаевич
Аю́ша Бимба́евич Данза́нов (бур.  Данзанов Бимбын Аюша; 2 мая 1936, с. Хилгантуй, Бурят-Монгольская АССР — 16 января 2015, Улан-Удэ) — советский бурятский певец; Заслуженный артист Российской Федерации (1997).

## Биография
Учился в Киевской и Новосибирской консерваториях. Работал в ансамбле «Байкал» и ансамбле песни и танца Забайкальского военного округа.

## Творчество
Обширный концертный репертуар включал русские, бурятские, украинские, монгольские песни. Гастролировал в СССР, России и за рубежом.

## Награды и признание
- заслуженный артист РФ (1997).